# Indemnitätsgesetz
Das Indemnitätsgesetz war ein Gesetz des Preußischen Staates „ ... betreffend die Erteilung der Indemnität (Schadloshaltung) in Bezug auf die Führung des Staatshaushaltes vom Jahre 1862 ab und die Ermächtigung zu den Staatsausgaben für das Jahr 1866 vom 14. September 1866“. Es wurde am 26. September 1866 verkündet (GS. S. 563).
Das Preußische Abgeordnetenhaus billigte damit noch vor Gründung des Norddeutschen Bundes der preußischen Regierung (speziell Otto von Bismarck) im Verfassungskonflikt von 1862 nachträglich Straflosigkeit zu.

## Vorgeschichte
Auf Grund des Dualismus zwischen Preußen und Österreich hielten der preußische König Wilhelm I. sowie der preußische Kriegsminister Albrecht von Roon eine Heeresreform für unabdingbar. Die jährlichen Rekrutenzahlen waren trotz des starken Bevölkerungsanstieges seit dem Wiener Kongress nicht mehr angehoben worden. Das liberal dominierte Parlament, welches nach der preußischen Verfassung das Budgetrecht innehatte, sprach sich zwar nicht grundsätzlich gegen eine solche Heeresreform aus und erkannte die faktische Heeresvergrößerung für notwendig an, lehnte es aber ab, den Grundwehrdienst der Wehrpflichtigen von zwei auf drei Jahre auszudehnen und sprach sich zudem für eine stärkere Landwehr aus. Daraufhin wurde der geplante Etat abgelehnt und Wilhelm I. stand bereits kurz vor einem Rücktritt zugunsten seines als liberal angesehenen Sohnes. Doch die Ernennung des ultrakonservativen Politikers Otto von Bismarck zum Ministerpräsidenten sollte das Blatt noch einmal wenden: Mit der Verfassungsinterpretation der sogenannten Lückentheorie, wonach bei einer Kontroverse zwischen dem Monarchen sowie Parlament und Herrenhaus der Monarch als Souverän die endgültige Entscheidung zu fällen habe, überging der Ministerpräsident das Parlament, weshalb er sich auf Dauer dem Vorwurf des Verfassungsbruches ausgesetzt sah.
Da die Heeresreform ohne Finanzeinwilligung seitens des Parlaments durchgeführt wurde, protestierte das Abgeordnetenhaus gegen Bismarcks Vorgehen und kündigte dem preußischen König die politische Mitarbeit auf (Maiadresse 1863), forderte vergebens die Entlassung Bismarcks und einen größeren Einfluss des Parlaments auf die Zusammensetzung der Regierung. Daraufhin löste König Wilhelm I. das Parlament unter dem Vorwurf „illegitimen Verhaltens“ auf. Bismarck regierte ab diesem Zeitpunkt ohne parlamentarisch legitimiertes Budget und setzte im Deutschen Krieg die preußische Hegemonie gegen Österreich durch.
Die preußische Kammeropposition vertrat im Verfassungskonflikt die Auffassung, dass die Regierung ohne korrekt verabschiedetes Budget außerhalb der Verfassung stehe. Demgegenüber konstruierte Bismarck seine „Lückentheorie“. Auf der Grundlage dieser verfassungsrechtlich fragwürdigen Theorie regierte Bismarck 1862–1865 ohne einen vom Abgeordnetenhaus verabschiedeten Etat und faktisch gegen das Parlament.

## Die Indemnitätsvorlage
Nach dem Sieg von Königgrätz über die österreichischen Truppen am 3. Juli 1866, entlastet durch seine außenpolitischen Erfolge und durch erhebliche konservative Stimmengewinne bei den Kammerwahlen am gleichen Tag, brachte er das Gesetz zur Indemnität (Indemnitätsvorlage) ein. Nach dem Sieg über Österreich wollte sich Bismarck im Nachhinein für sein Vorgehen in der Auseinandersetzung mit dem Abgeordnetenhaus überdies Straffreiheit sichern. Es bestätigte nachträglich die Rechtmäßigkeit der Budgets für die Jahre 1862–1865, gestand aber gleichzeitig das in der Verfassung vorgesehene Budgetrecht der Kammer ausdrücklich zu und stellte damit zu einem sehr geschickt gewählten Zeitpunkt ein Versöhnungsangebot an die Liberalen dar.
Bismarck gestand damit ein, die Verfassung einseitig ausgelegt zu haben. Im Gegenzug wurde ihm bescheinigt, dass er in dieser Ausnahmesituation nicht anders habe handeln können. Dieser Versuch zur Aussöhnung mit den Liberalen gelang: Die Indemnitätsvorlage wurde am 3. September 1866 mit 230 zu 75 Stimmen angenommen, der Verfassungskonflikt war damit beendet.
Die Liberalen spalteten sich an der Indemnitätsvorlage. Während die Fortschrittspartei die Vorlage ablehnte, billigte die sich nun bildende Nationalliberale Partei nachträglich die von Bismarck durchgesetzte Heeresreform und schwenkte auf seinen Kurs einer kleindeutschen Reichseinigung (ohne Österreich) ein. Die Mitglieder der Nationalliberalen setzten darauf, dass die baldige Schaffung eines Nationalstaates geradezu zwingend eine Parlamentarisierung nach sich ziehen würde.

## Verabschiedung
Am 3. September nahm das Abgeordnetenhaus mit 230 zu 75 Stimmen und 4 Enthaltungen die Indemnitätsvorlage an und wurde vom Preußischen Herrenhaus am 8. September einstimmig bestätigt. Die Indemnitätsvorlage trat am 14. September 1866 als Gesetz in Kraft. Der Heeres- und Verfassungskonflikt in Preußen war damit beendet.

## Inhalt (vollständig)
Das Indemnitätsgesetz war in 4 Artikel unterteilt. Es wurde vom preußischen König Wilhelm und dem gesamten preußischen Kabinett unterzeichnet.
„Wir Wilhelm, von Gottes Gnaden König von Preußen etc. verordnen, mit Zustimmung beider Häuser des Landtages der Monarchie, was folgt:“
Artikel 1: „Die dem gegenwärtigen Gesetz als Anlagen beigefügten Übersichten der Staats-Einnahmen und Ausgaben sollen für die Jahre 1862, 1863, 1864, und 1865 statt des verfassungsmäßigen und alljährlich vor Beginn des Etatjahres zu vereinbarenden Staatshaushalts-Gesetzes als Grundlagen für die Rechnungslegung und die Entlastung der Staatsregierung dienen.“
Artikel 2: „Der Staatsregierung wird in Bezug auf die seit dem Beginn des Jahres 1862 ohne gesetzlich festgestellten Staatshaushalts-Etat geführte Verwaltung, vorbehaltlich der Beschlussfassung des Landtages über die Entlastung der Staatsregierung nach Vorlegung der Jahresrechnung Indemnität ertheilt, dergestalt, daß es rücksichtlich der Verantwortlichkeit der Staatsregierung so gehalten werden soll, wie wenn die Verwaltung in der erwähnten Zeit auf Grund gesetzlich festgestellter und rechtzeitig publizirter Staatshaushalts-Etats geführt worden wäre.“
Artikel 3: „Die Staatsregierung wird für das Jahr 1866 zu den Ausgaben der laufenden Verwaltung bis zur Höhe von 154 Millionen Thaler ermächtigt.“
Artikel 4: „Die Staatsregierung ist verpflichtet, eine Nachweisung über die Staatseinnahmen und Ausgaben des Jahres 1866 im Laufe des Jahres 1867 dem Landtage vorzulegen.“
„Urkundlich unter Unserer Höchsteigenhändigen Unterschrift und beigedrucktem Königlichen Insiegel.“
„Gegeben Berlin, den 14.September 1866.“